# Diekirch
Diekirch (luxemburgisch Dikrich oder Dikrech) ist eine Gemeinde und Stadt sowie ein Kantonal- und ehemaliger Distriktshauptort im Großherzogtum Luxemburg. Außerdem bildet Diekirch zusammen mit den Gemeinden Bettendorf, Colmar-Berg, Ettelbrück, Erpeldingen und Schieren den Kern der Nordstad. Diese Region gilt neben den Städten Luxemburg und Esch an der Alzette als dritter Entwicklungspol des Großherzogtums.
Diekirch liegt an der Sauer am Rande der luxemburgischen Ardennen (Ösling).

## Geschichte

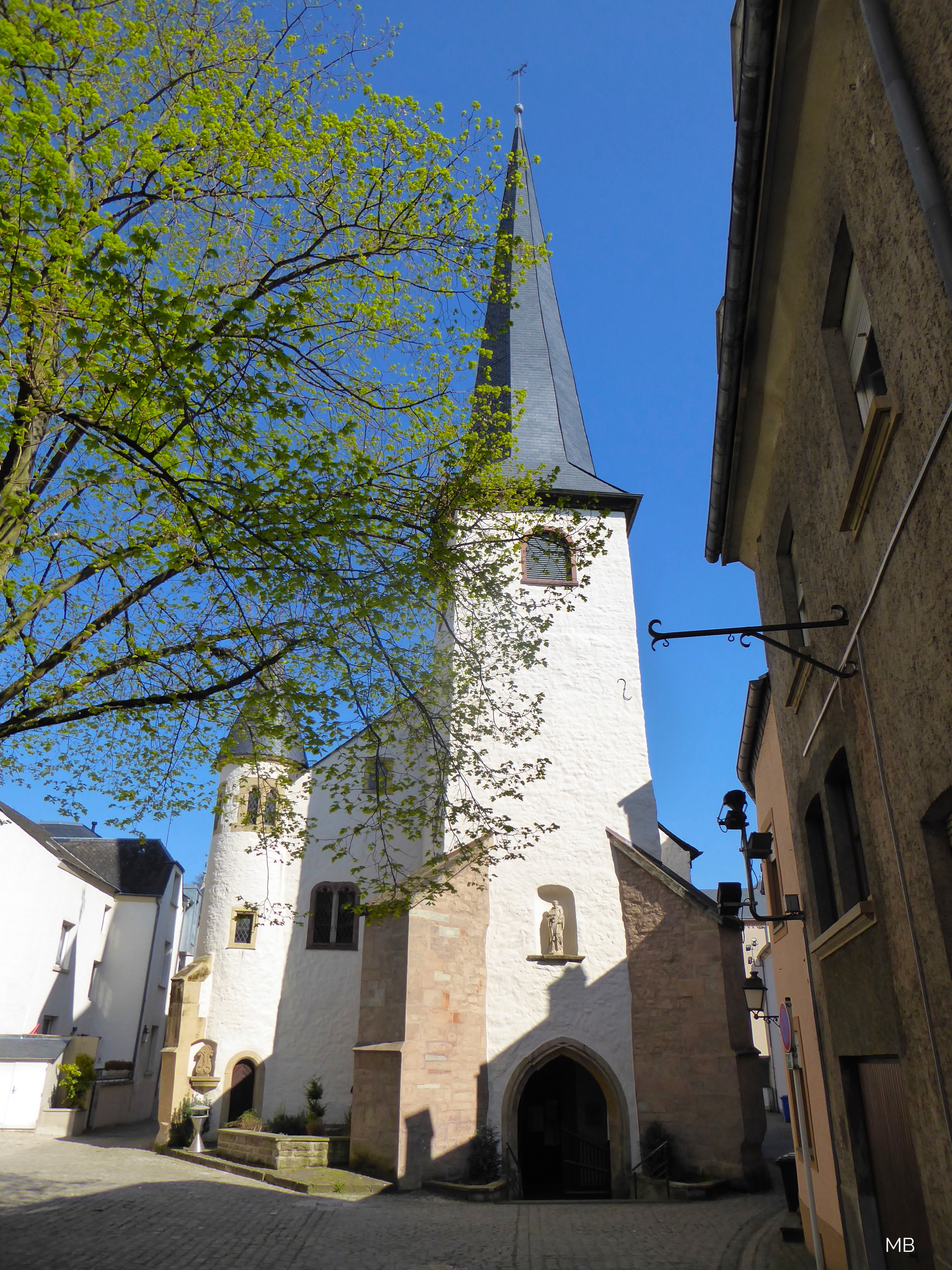
Alte Laurentiuskirche

Ihren Namen erhielt die Stadt alten Quellen zufolge, als Karl der Große gegen Ende des 8. Jahrhunderts Sachsen umsiedelte, um diese unter seine Kontrolle zu bringen. Einer der Mittelpunkte dieser Siedlungen soll sich in der Gegend von Diekirch befunden haben. Um die heidnischen Sachsen zum Christentum zu bekehren, wurde eine Kirche erbaut, durch die die Siedlung ihren Namen erhielt: Diet-Kirch (Volkskirche). (Zu altfränkisch thiuda (althochdeutsch: diot das Volk). Þeudō ist ein rekonstruiertes Wort aus dem Germanischen, das für die Etymologie des Begriffs Deutsch und der Namenkunde eine Rolle spielt.)
Im Zuge von umfangreichen Ausgrabungen in den 1960er Jahren konnte nachgewiesen werden, dass es sich bei der St. Laurent im Ursprung um ein römisches Gebäude handelt. Bereits zu Anfang des 20. Jahrhunderts stieß man nördlich des Stadtzentrums mehrfach auf Mauerreste und Mosaike. Archäologische Untersuchungen in den Jahren 1992 bis 1993, 1999 und 2008 ermöglichten die Rekonstruktion einer großen römischen Axialhofvilla, die sich über den gesamten Bereich der mittelalterlichen Stadt erstreckte und zu Beginn des 5. Jahrhunderts aufgegeben wurde.
Ihre schwerste Zeit hatte die Stadt wie alle anderen Gemeinden des Öslings im Dezember 1944 und Januar 1945, als das Sauertal die Südflanke der Ardennenoffensive bildete. Bei schweren Gefechten wurde das Zentrum fast vollständig zerstört.
Seit 1955 befindet sich in Diekirch (Herrenberg, luxemburgisch Härebierg) der einzige Militärstandort der Luxemburger Armee.

### Einwohnerentwicklung
| Diekirch: Einwohnerzahlen von 1821 bis 2024                                       | Diekirch: Einwohnerzahlen von 1821 bis 2024 | Diekirch: Einwohnerzahlen von 1821 bis 2024 | Diekirch: Einwohnerzahlen von 1821 bis 2024 | Diekirch: Einwohnerzahlen von 1821 bis 2024 |
| --------------------------------------------------------------------------------- | ------------------------------------------- | ------------------------------------------- | ------------------------------------------- | ------------------------------------------- |
| Jahr                                                                              |                                             |                                             |                                             | Einwohner                                   |
| 1821                                                                              | 1821                                        |                                             | 1.793                                       | 1.793                                       |
| 1871                                                                              | 1871                                        |                                             | 3.030                                       | 3.030                                       |
| 1910                                                                              | 1910                                        |                                             | 3.777                                       | 3.777                                       |
| 1922                                                                              | 1922                                        |                                             | 3.590                                       | 3.590                                       |
| 1935                                                                              | 1935                                        |                                             | 3.842                                       | 3.842                                       |
| 1947                                                                              | 1947                                        |                                             | 3.809                                       | 3.809                                       |
| 1960                                                                              | 1960                                        |                                             | 4.397                                       | 4.397                                       |
| 1970                                                                              | 1970                                        |                                             | 5.059                                       | 5.059                                       |
| 1981                                                                              | 1981                                        |                                             | 5.585                                       | 5.585                                       |
| 1991                                                                              | 1991                                        |                                             | 5.589                                       | 5.589                                       |
| 2001                                                                              | 2001                                        |                                             | 6.068                                       | 6.068                                       |
| 2011                                                                              | 2011                                        |                                             | 6.413                                       | 6.413                                       |
| 2021                                                                              | 2021                                        |                                             | 7.047                                       | 7.047                                       |
| 2024                                                                              | 2024                                        |                                             | 7.244                                       | 7.244                                       |
| Quelle(n): Institut national de la statistique et des études économiques (STATEC) |                                             |                                             |                                             |                                             |

## Kultur und Sehenswürdigkeiten

### Sehenswürdigkeiten
Das Wahrzeichen der Stadt sind die Esel, und so findet man in der Fußgängerzone auch gleich zwei Eselsbrunnen. Darunter der von Bonifatius Stirnberg aus Aachen entworfenen Eselsbrunnen, durch den bei besonderen Anlässen Bier fließt.
Das bedeutendste Museum der Stadt ist das Nationale Museum für Militärgeschichte mit Exponaten zur Ardennenoffensive, zu der Gefangenschaft Luxemburger Zwangsrekrutierter und der Gründung und den Aufgaben der Streitkräfte Luxemburgs nach dem Krieg.
Neben dem Militärmuseum befinden sich in Diekirch auch das Nationale Museum Historischer Fahrzeuge, das Museum der Geschichte der Brauerei sowie das Geschichtsmuseum der Stadt Diekirch, in welchem auch eines der in Diekirch gefundenen Römermosaiken aus dem 3. Jahrhundert ausgestellt ist. In unmittelbarer Nähe dazu befindet sich eine weitere bedeutende Sehenswürdigkeit, die alte St.-Laurenz-Kirche aus dem 6. Jahrhundert, zu deren Ehren das jährliche Volksfest Al Dikkrich stattfindet. Im Jahre 2005 wurde auch ein Bienenmuseum eröffnet, welches jedoch momentan nicht mehr geöffnet ist.
Das älteste Monument in Diekirch ist der Deiwelselter, der Teufelsaltar. Bei dem sieben Meter hohen Torbogen handelt es sich nicht um einen Altar, sondern um ein circa 2000 v. Chr. entstandenes megalithisches Grab, das 1892 zu einem Torbogen umgebaut und dabei de facto zerstört wurde.
Das ehemalige Schloss Wirtgen war von 1889 bis 1959 Rathaus. Es beherbergt heute einen Teil des Musikkonservatoriums Conservatoire du Nord.
Diekirch war 1977 die erste Stadt Luxemburgs mit einer Fußgängerzone. Diese kann über an den Häusern angebrachte Lautsprecher mit Musik beschallt werden.

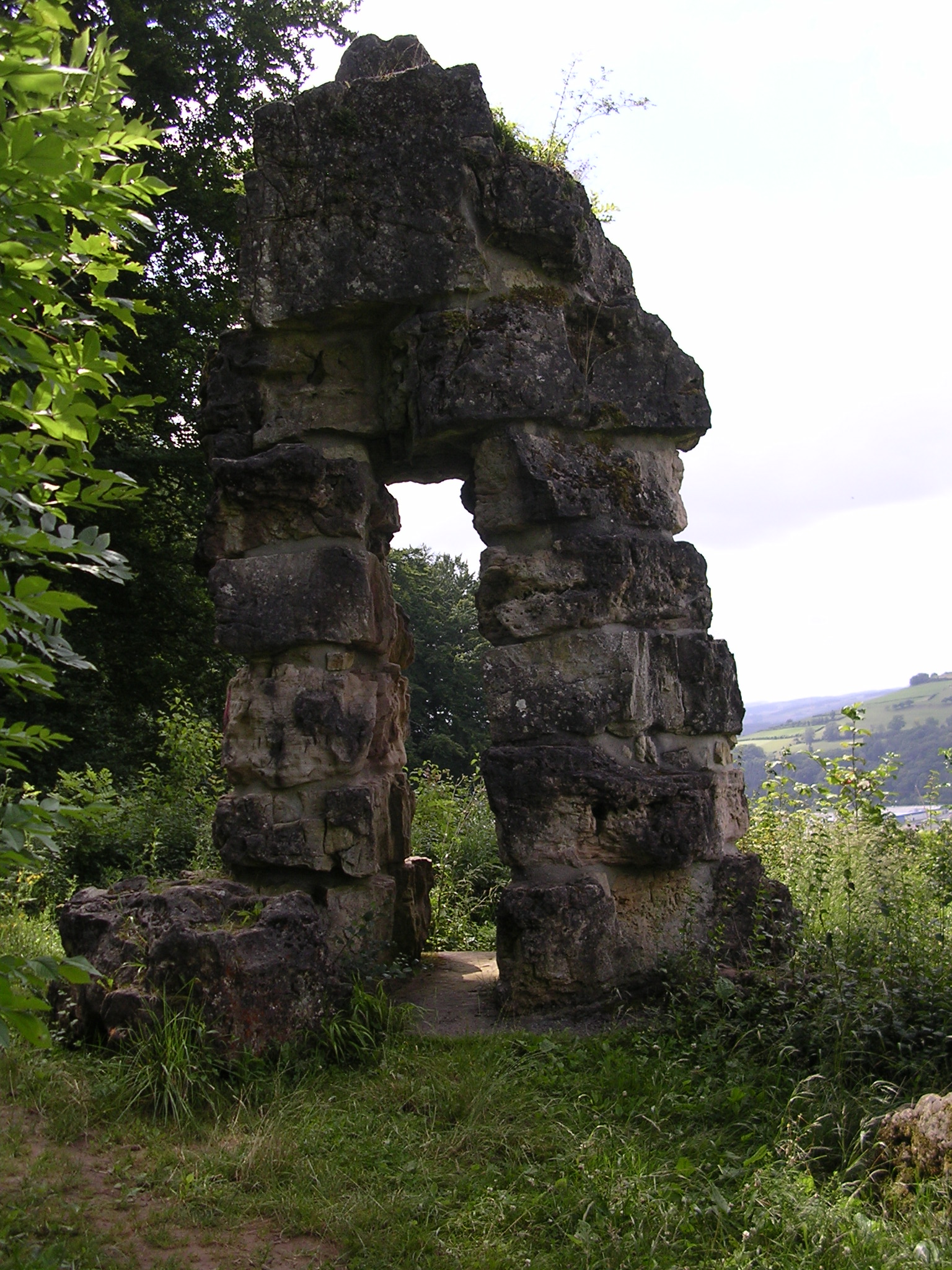
Der Deiwelselter
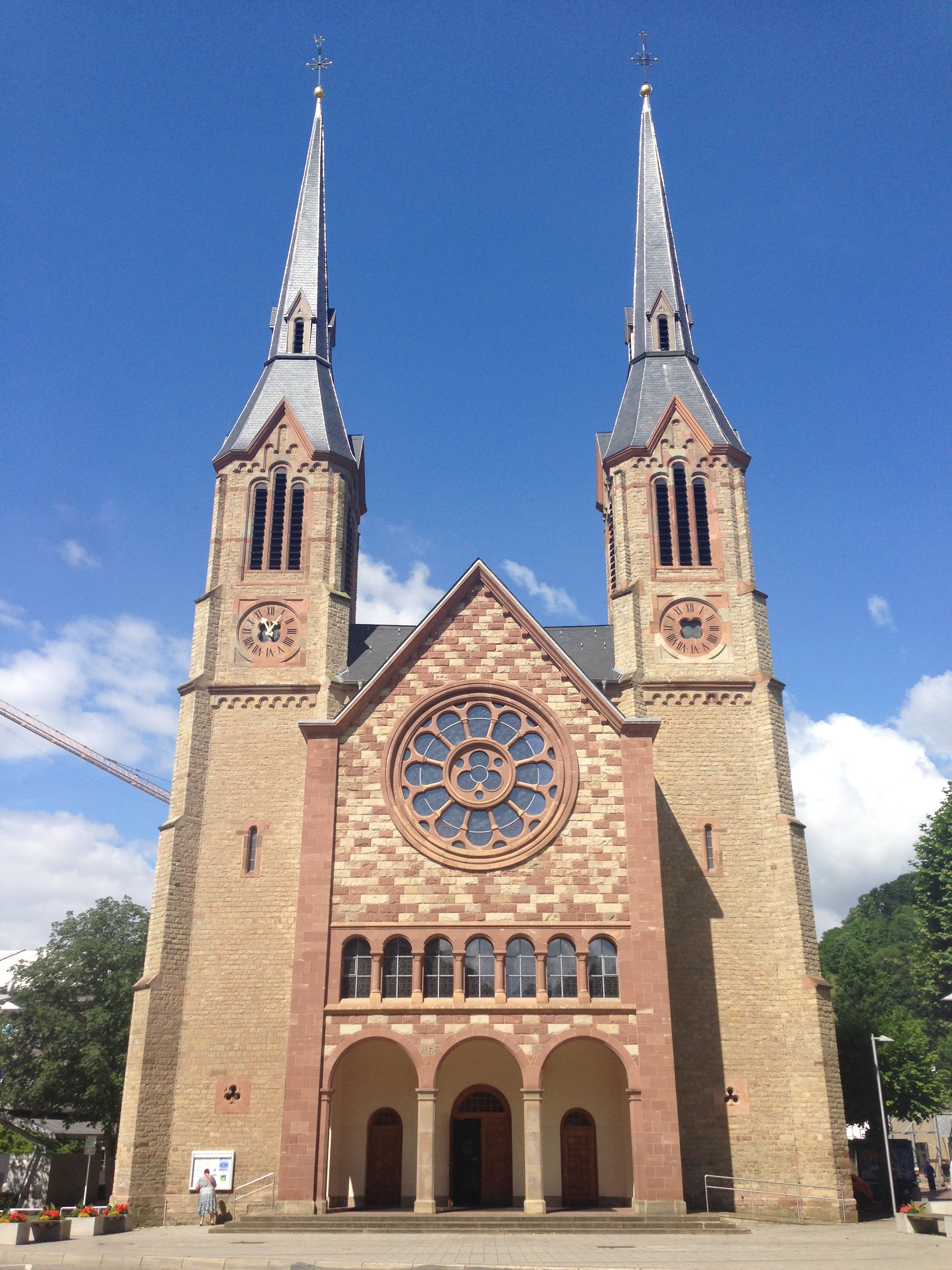
Dekanatskirche St. Laurentius
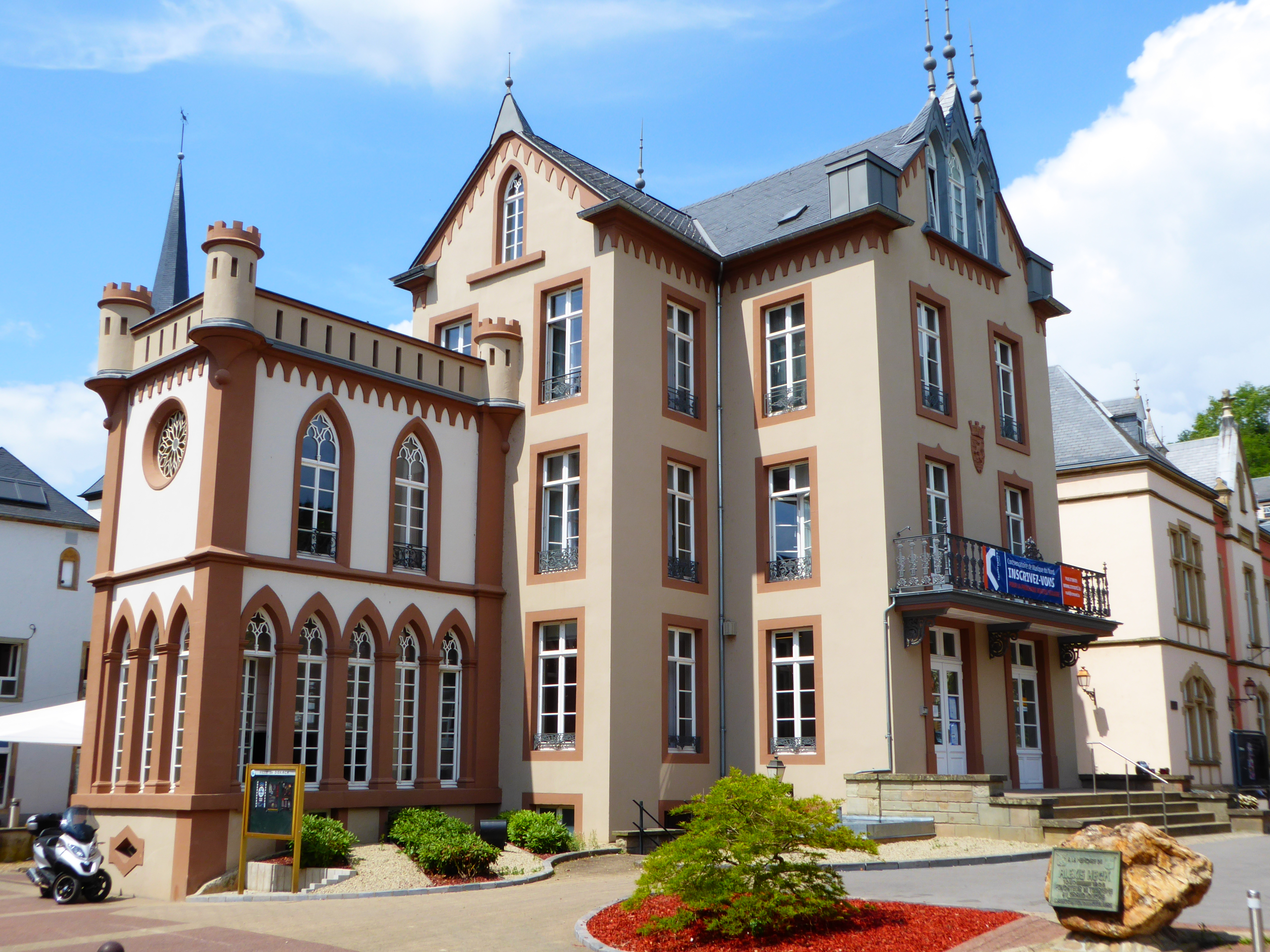
Das Schloss Wirtgen, in welchem sich heute ein Teil der Musikkonservatoriums befindet.
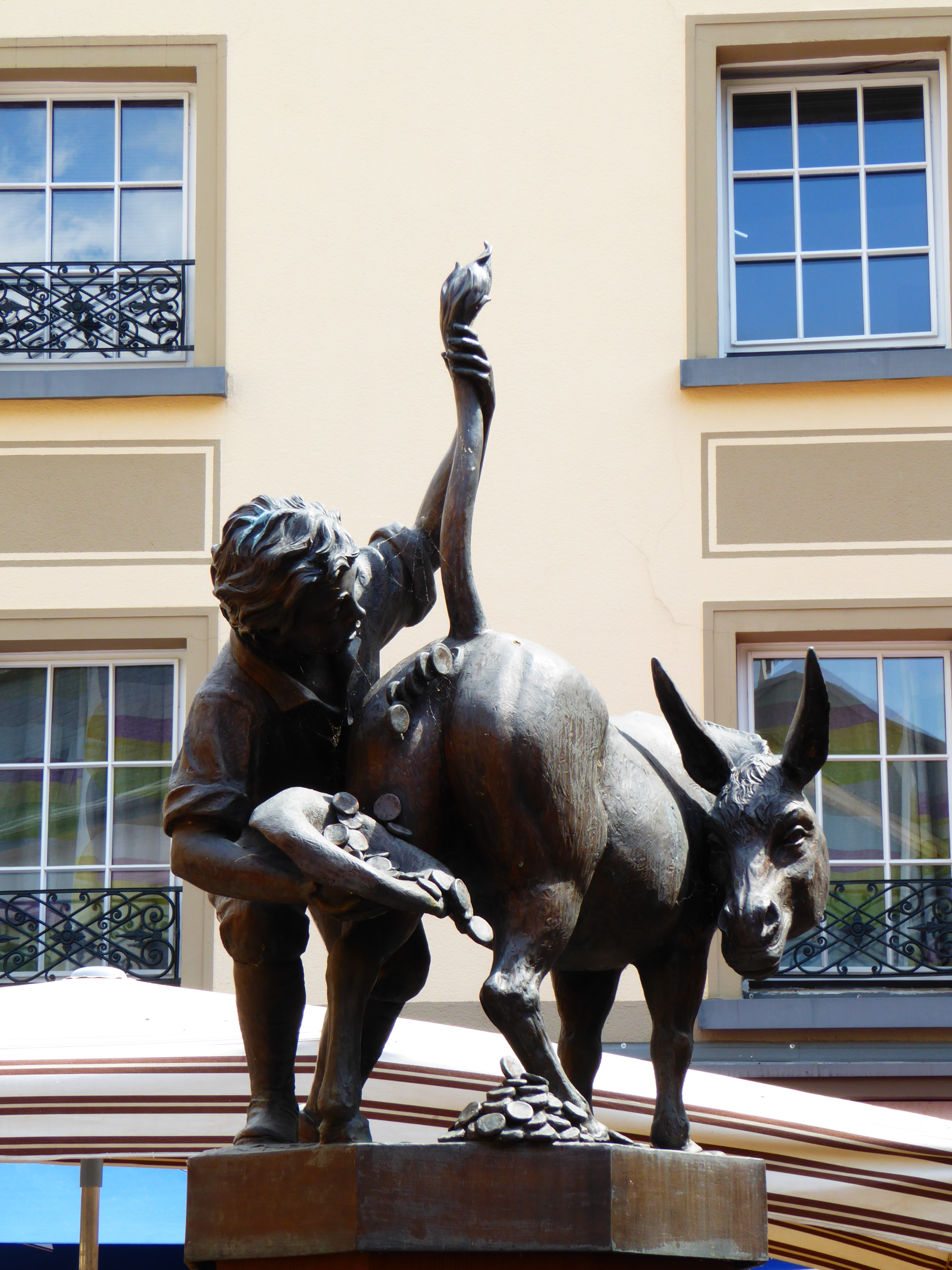
Skulptur mit Dukatenesel auf dem Brunnen des Marktplatzes. (Place de la Libération)
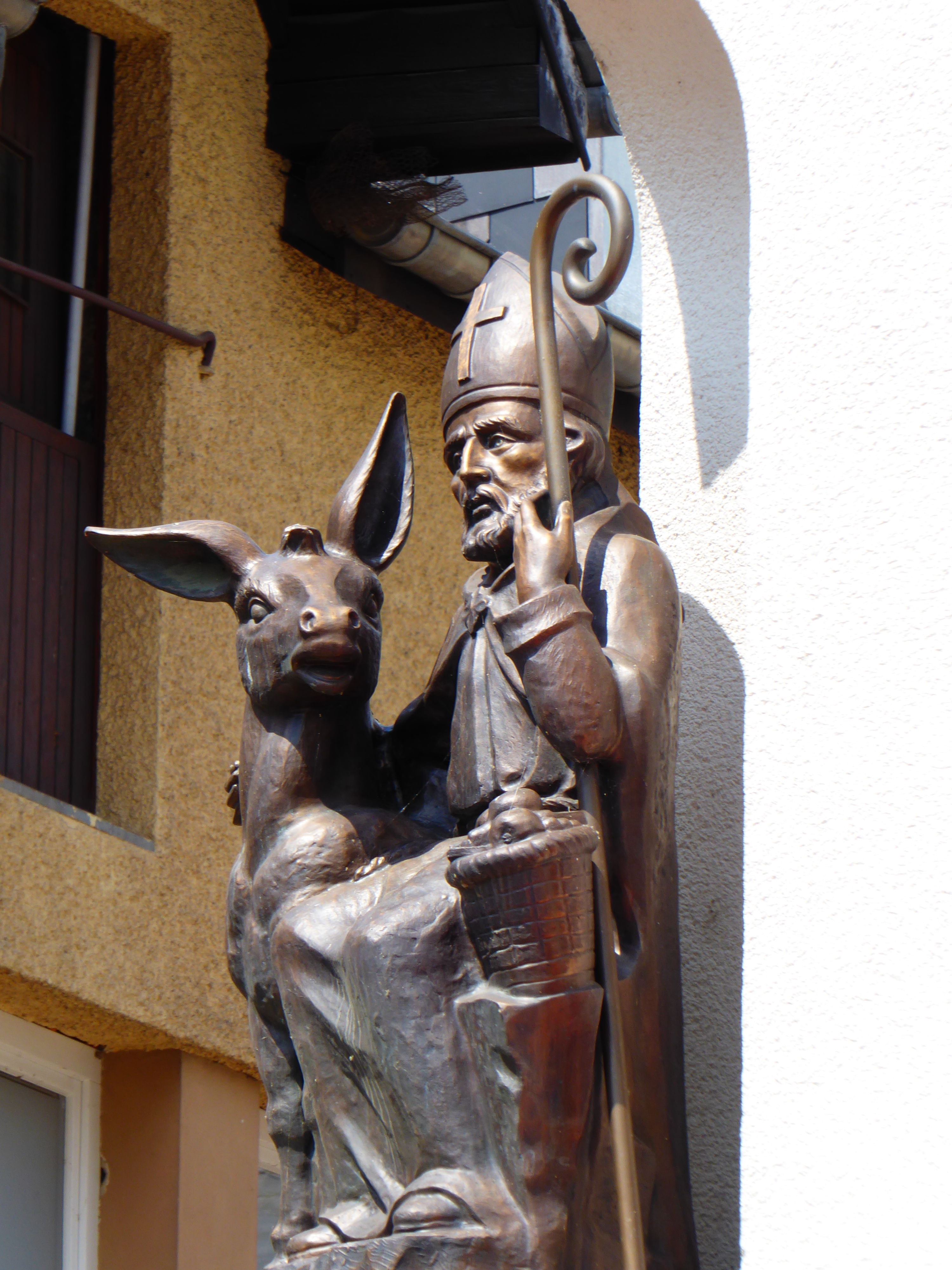
Heiliger Nikolaus (luxemburgisch: „Kleeschen“) mit Esel an einer Hauswand in Diekirch.
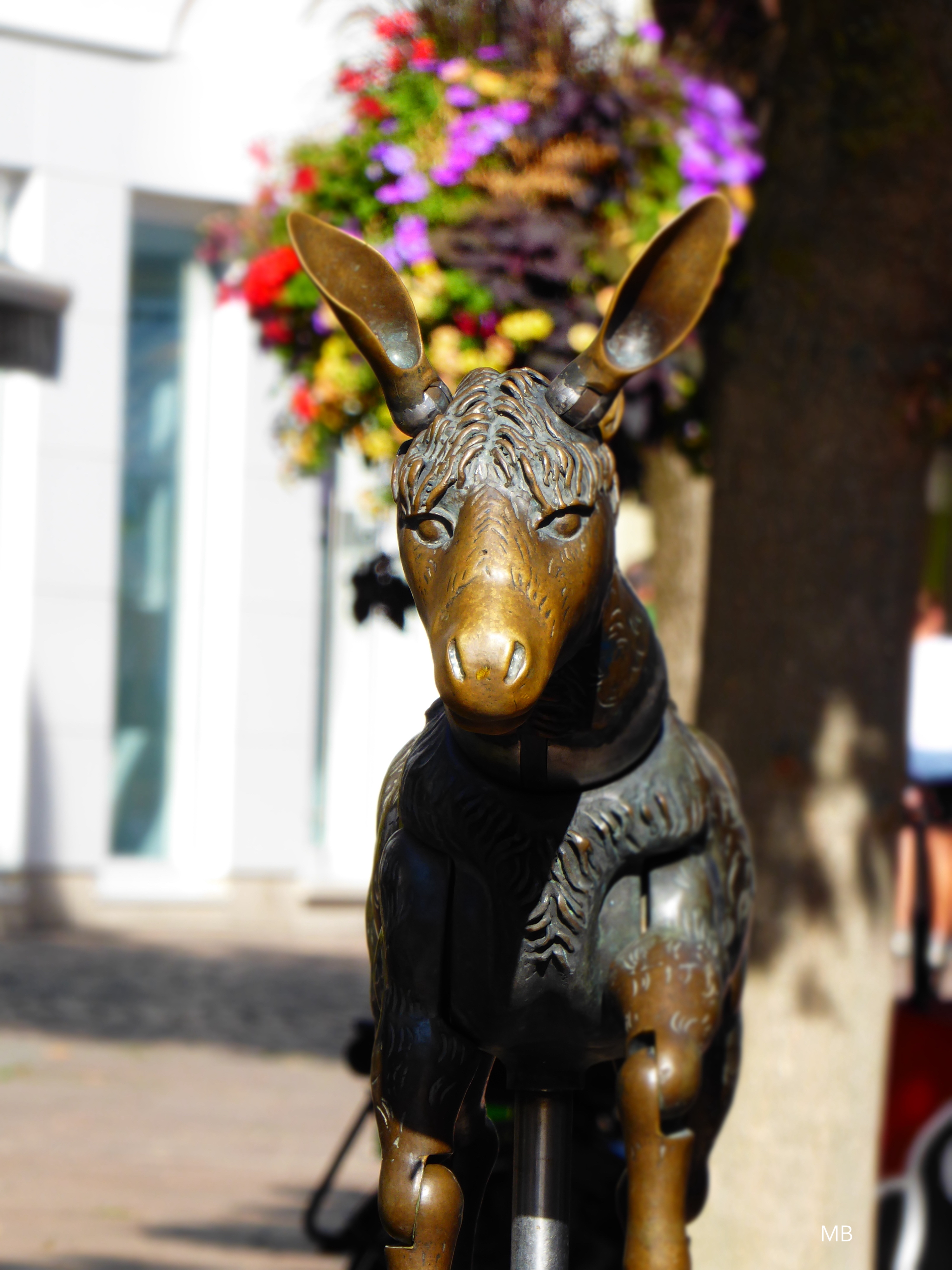
Detail des Eselsbrunnen von Bonifatius Stirnberg.
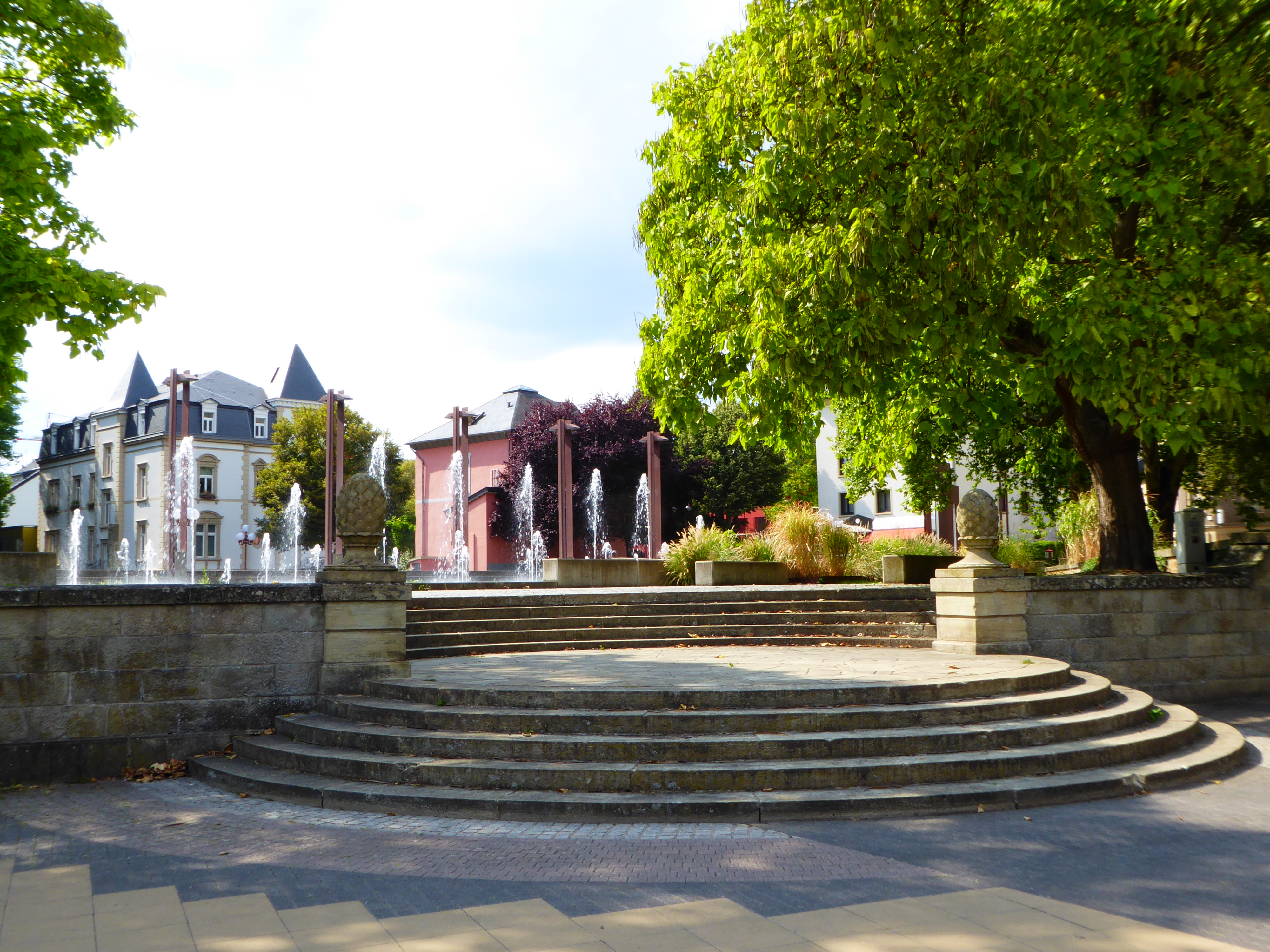
Wasserfontänen im Park an der Sauer. Am linken Bildrand ist das Rathaus zu sehen.

### Kultur
In Diekirch befinden sich mehrere Einrichtungen des Musikkonservatoriums Conservatoire du Nord. Dieses ist neben dem Konservatorium der Stadt Luxemburg und dem Konservatorium in Esch/Alzette eines von drei Konservatorien in Luxemburg. Weitere Räumlichkeiten des Konservatoriums befinden sich in Ettelbrück.
Der städtische Musikverein Philharmonie Municipale Diekirch wurde 1868 gegründet. Daneben bestehen mehrere Gesangsvereine in Diekirch und ein Kinder- und Jugendchor.
Im selben Gebäude wie das Geschichtsmuseum befindet sich auch das Kulturhaus Diekirch mit regelmäßigen Ausstellungen.
Seit 1988 finden im Sommer die international renommierten Meisterkurse des Forum International pour Flute et Piano statt.

### Feste
Es gibt eine Reihe bekannter Veranstaltungen, die in Diekirch abgehalten werden. Zu diesen gehören u. a.:
- der Karnevalsumzug Cavalcade
- die internationale Marschveranstaltung Marche internationale de Diekirch (früher Marche de l’Armée)
- das diekircher Bierfest (jährlich am Pfingstwochenende)
- das Volksfest Al Dikkrich

## Wirtschaft und Infrastruktur

### Diekircher Bier

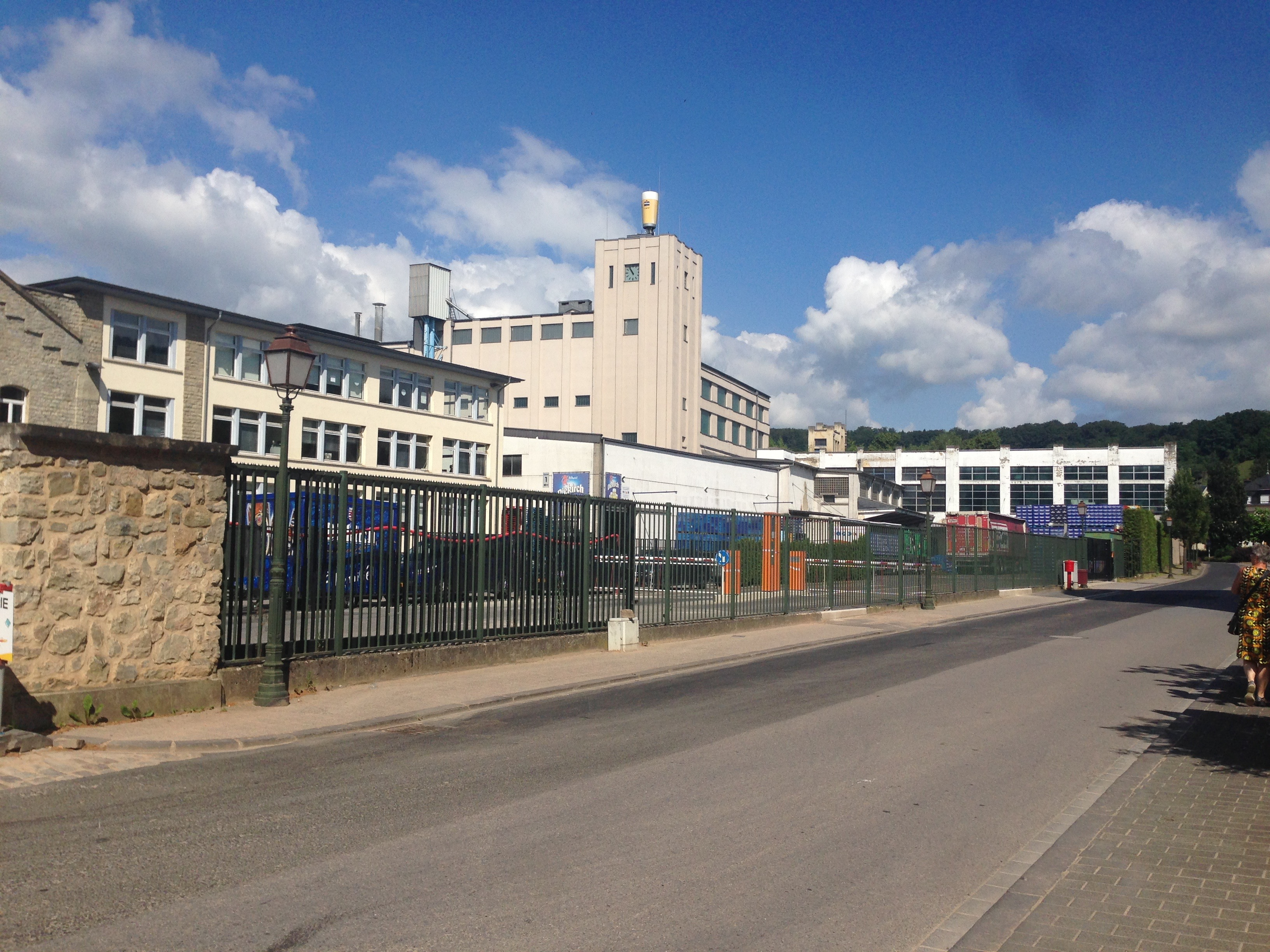
Ehemaliges Gebäude der Brauerei Diekirch

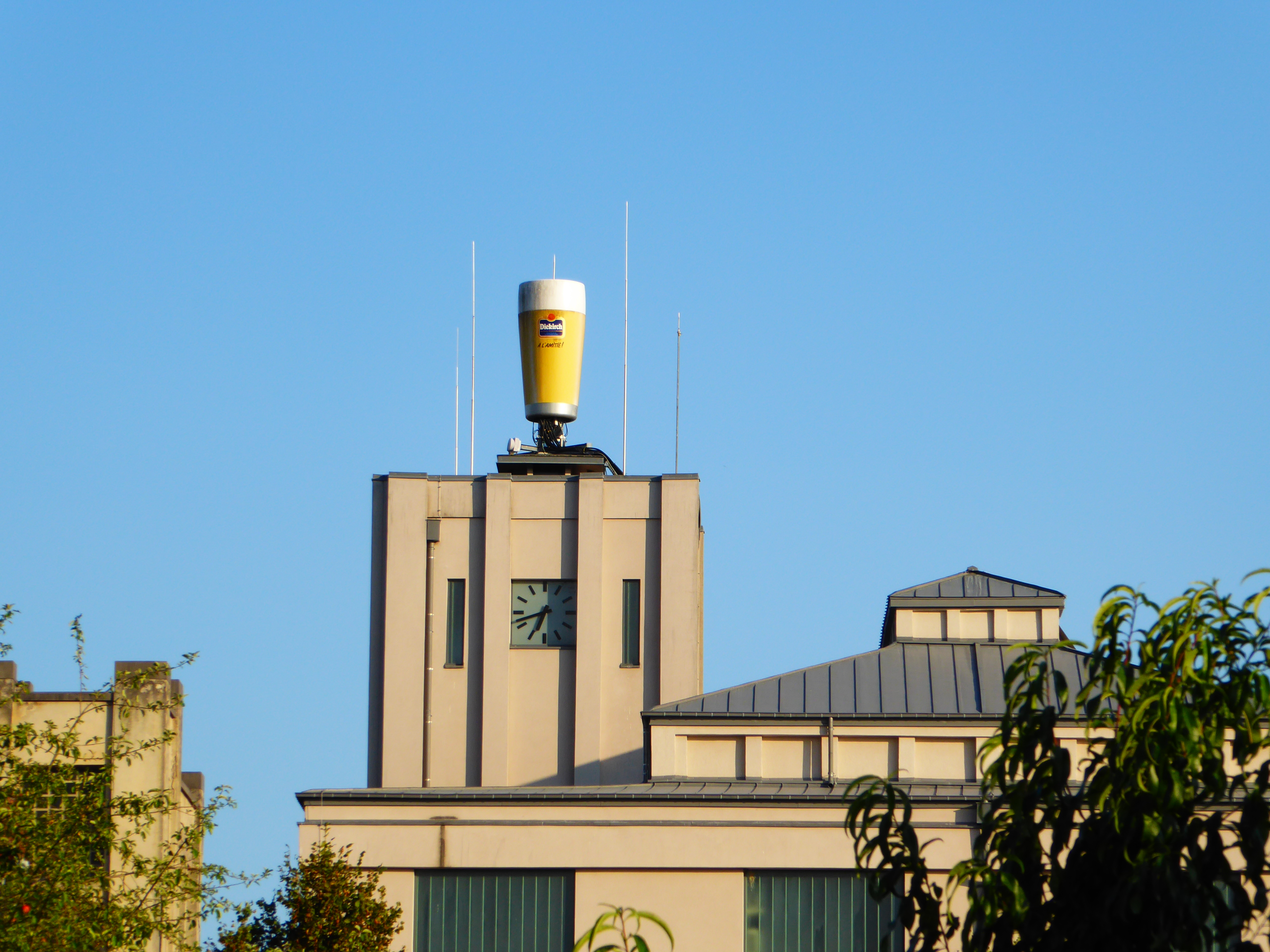
Turm des ehemaligen Brauereigebäudes welcher abgerissen werden soll.

Bierbrauen hat in Diekirch eine jahrhundertealte Tradition, wobei es in der Geschichte der Stadt verschiedene kleinere und mittlere Brauereien gab. Die heutige Brauerei entstand 1871 durch die Übernahme der alten Brauerei Drüssel durch eine neugegründete Aktiengesellschaft. Seither ist sie eine der wichtigsten Industriebetriebe und Arbeitgeber in der Gemeinde sowie die am meisten verbreitete Biermarke in Luxemburg. Im Jahr 2000 fusionierte die Brasserie de Diekirch mit den Brasseries réunies de Luxembourg zur Brasserie de Luxembourg. 2005 erfolgte dann die Eingliederung in den belgischen Konzern Interbrew (heute: Anheuser-Busch InBev).
Im Januar 2010 gab Anheuser-Busch InBev die Absicht bekannt, die Brauerei in Diekirch zu schließen und die komplette Produktion nach Belgien zu verlagern. Gegen diese Pläne formierte sich massiver Widerstand seitens Kunden, Bevölkerung, Gewerkschaften und Politik. Eine durch Facebook ausgerufene Protestkundgebung mobilisierte über 1500 Teilnehmer, darunter auch etliche Politiker und Gewerkschafter, die sich der Aktion anschlossen.
Noch am Tag der Bekanntgabe reichte LSAP-Abgeordneter Claude Haagen eine parlamentarische Anfrage an Mittelstandsministerin Françoise Hetto-Gaasch mit der Frage ein, ob das Unternehmen Anheuser-Busch InBev überhaupt „Diekircher Bier“ in Belgien herstellen dürfe, oder ob es sich hier um eine Appellation d’origine controlée (kontrollierte Herkunftsbezeichnung) handele. Dieselbe Frage richtete auch der Grünen-Europaparlamentarier Claude Turmes an die Europäische Kommission.
Die Gewerkschaften OGBL und LCGB bezweifelten nach ihrem ersten Gespräch mit der Betriebsleitung die wirtschaftliche Notwendigkeit der angekündigten Betriebsverlagerung.
Die Betriebsgrundstücke werden von Saphir Capital Partners (60 %), CM (Claude Mack) Participations sowie der Familie Schneider gekauft und sodann an die Brasserie de Luxembourg Mousel Diekirch zurückgeleast. Das Gesellschaftskapital der Saphir Capital Partners befindet sich zu gleichen Teilen in Händen der Edison Capital Partners, der Otago und der auf den britischen Jungferninseln in der Karibik eingetragenen ECP Holdings.
Der ursprüngliche Sozialplan, welcher Entlassungen vorgesehen hatte, sollte in einen Plan zur Sicherung von Arbeitsplätzen umgewandelt werden. Die Brauerei soll im Stadtgebiet in kleinerem Maßstab neu errichtet werden sowie der alte Standort für Immobilienprojekte genutzt werden. Die Transportdienste werden ausgelagert, wodurch im Unternehmen zwanzig Arbeitsplätze entfallen.
Am 15. März 2019 wurde das neue Gebäude der Brauerei Diekirch eingeweiht. Auf dem Gelände der alten Braustätte sollen in Zukunft Wohnungen entstehen.

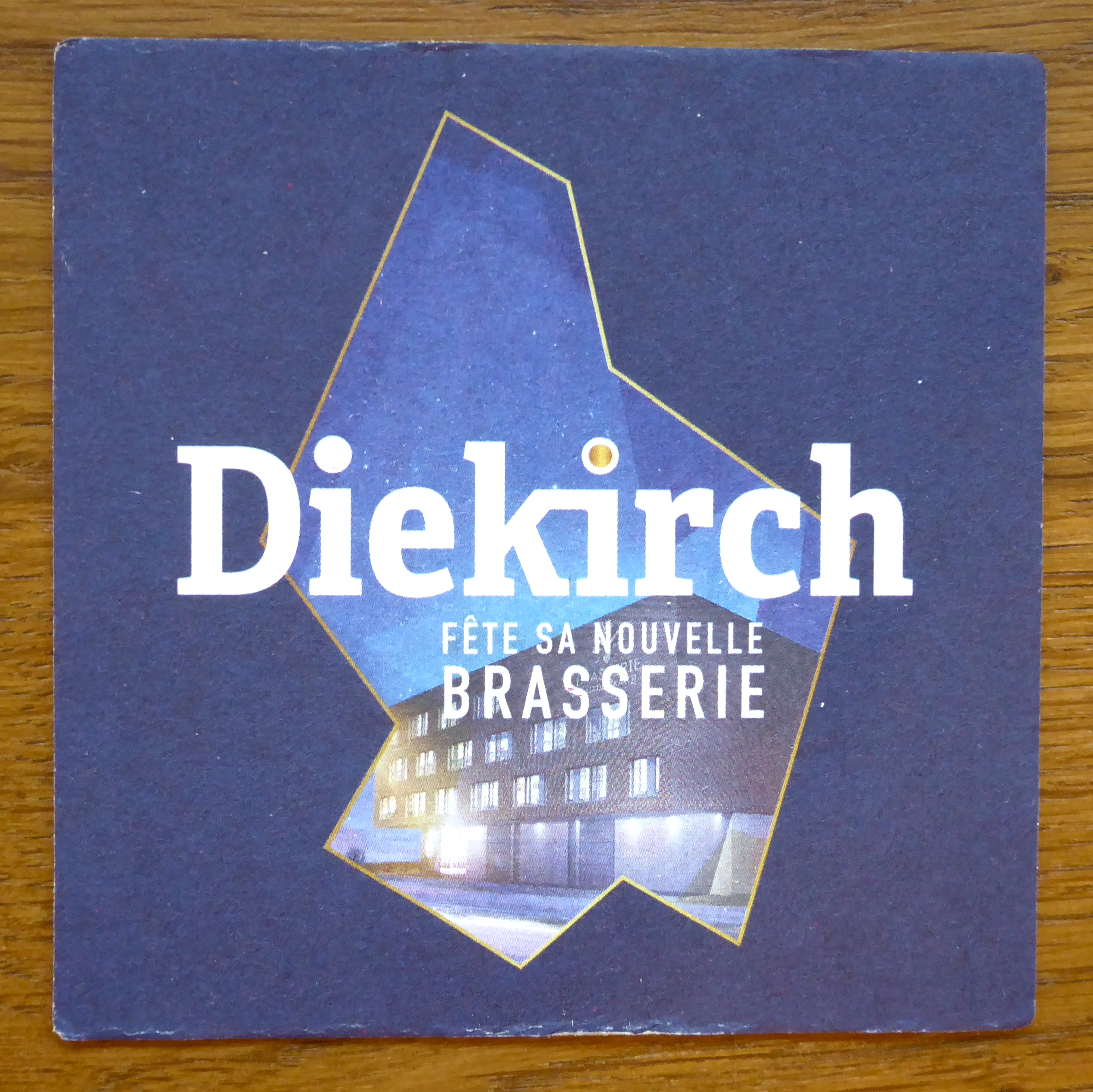
Bierdeckel zur Feier der Eröffnung der neuen Braustätte.

In der Nacht vom 17. zum 18. April 2021 gab es auf dem Gelände der ehemaligen Braustätte einen Großbrand bei welchem ein großer Teil der ehemaligen Zuckerfabrik beschädigt oder zerstört wurde. Das neue Gebäude war von dem Brand nicht betroffen.
Im Januar 2022 wurde bekannt, dass der charakteristische Turm der alten Brauerei aus dem Jahre 1930 mit dem Bierglas als Turmspitze abgerissen werden soll.

### Bildung

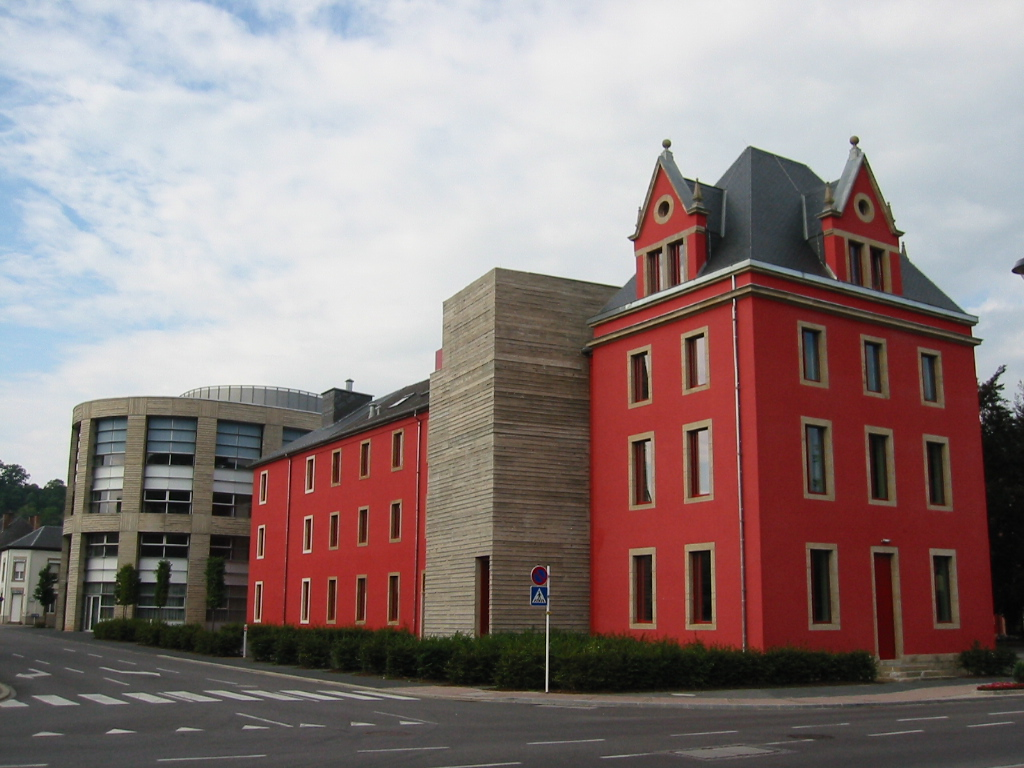
Lycée classique de Diekirch

In Diekirch befinden sich drei Schulen der Sekundarstufe: die Hotelfachschule École d’Hôtellerie et de Tourisme du Luxembourg (bis 2018 Lycée technique hotelier Alexis Heck (LTHAH)), das Gymnasium Lycée classique de Diekirch (LCD) und die Mischschule Nordstad-Lycée. Ferner befindet sich dort das Internat Jos Schmit. Auf dem Gebiet des Nachbarorts Gilsdorf (Bettendorf), in unmittelbarer Nähe zum Gebiet der Stadt Diekirch befindet sich ebenfalls seit 2021 die Sekundarschule für Berufe in den Bereichen Landwirtschaft, Umwelt und Naturwissenschaften Lycée Technique Agricole.
In Diekirch befindet sich seit 2000 der internationale Dachverband European Association of Hotel and Tourism Schools, der die Hotel- und Tourismusfachschulen zusammenschließt.

### Sport
In Diekirch gibt es mehrere Sportvereine. Zu diesen gehören u. a.:
Der Fußballverein Young Boys Diekirch, der Handball- und Volleyballverein CHEV Diekirch, der Vélo Club Diekirch, der Basketballclub Diekirch und der Schwimmverein Cercle de Natation.
An der Sauer befindet sich ein Wildwasserkanal.

### Justiz
Diekirch ist Namensgeber des gleichnamigen Gerichtsbezirks der ordentlichen Gerichtsbarkeit, welcher die nördlichen Kantone des Landes umfasst. Dieser verfügt über ein Friedensgericht für kleinere Angelegenheiten sowie ein Bezirksgericht für die restlichen, größeren Streitsachen, welche beide in Diekirch ansässig sind. Nächsthöhere Instanz des Friedensgerichts ist entweder das Bezirksgericht in Diekirch oder der Oberste Gerichtshof in Luxemburg, für das Bezirksgericht immer der Oberste Gerichtshof.

### Verkehr
Diekirch ist der nördliche Endbahnhof der Bahnstrecke Ettelbruck–Diekirch. Jede halbe Stunde fährt eine Bahn direkt nach Luxemburg

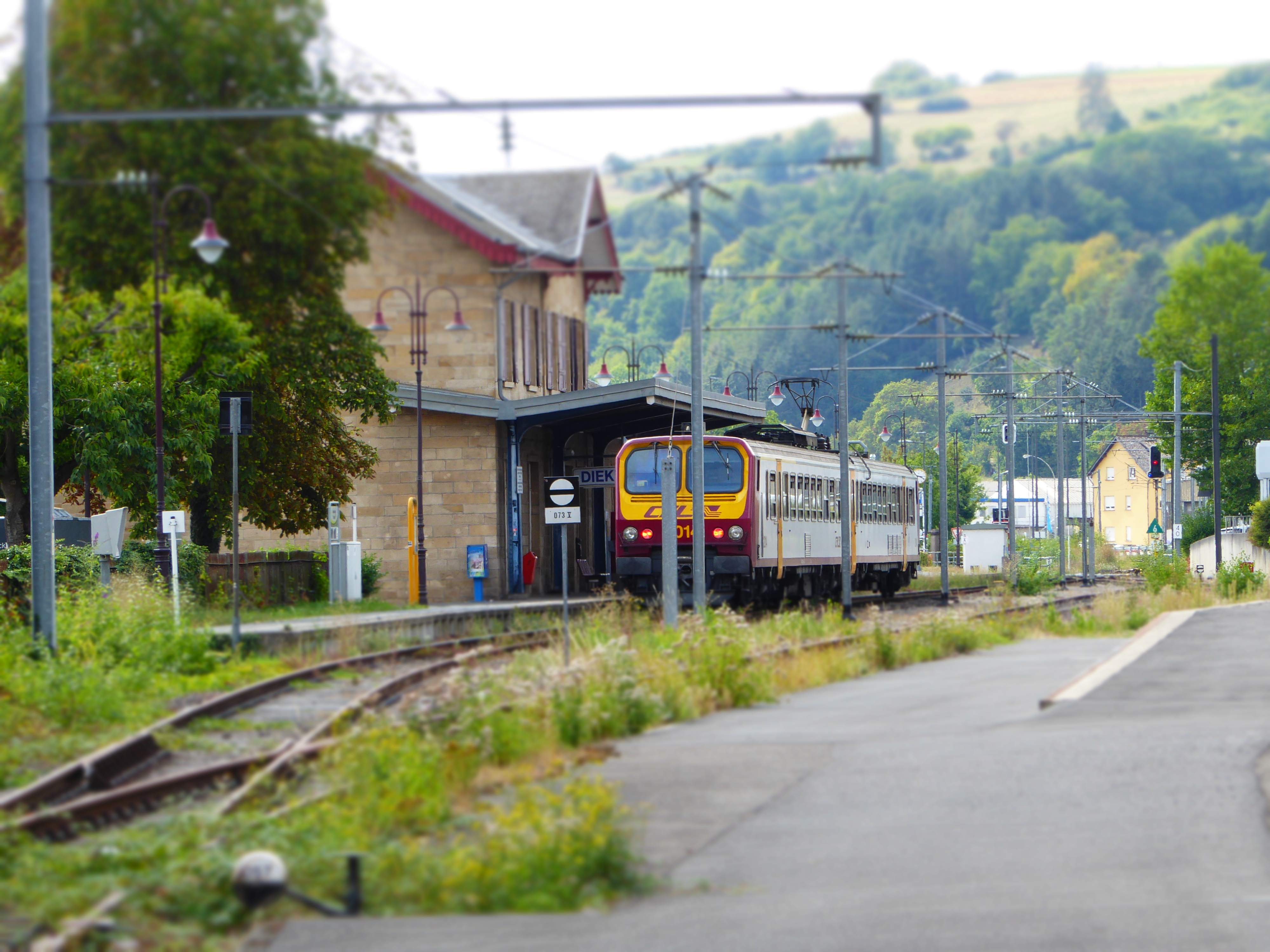
Der Bahnhof in Diekirch

Über die Umgehungsstraße B7 sind die Städte Diekirch und Ettelbrück mit der Autobahn A7 nach Luxemburg verbunden.

## Zusammensetzung der Gemeinde
| deutscher Name | luxemburgischer Name | französischer Name |
| -------------- | -------------------- | ------------------ |
| Bamertal       | Bamerdall            | Bamertal           |
| Friedhof       | Fridhaff             | Friedhof           |
| Herrenberg     | Härebierg            | Herrenberg         |
|                | Kléck                |                    |

## Städtepartnerschaften
Partnerstädte von Diekirch sind
- Arlon (Belgien), seit 1962
- Bitburg (Deutschland), seit 1962
- Hayange (Frankreich), seit 1962
- Monthey (Schweiz), seit 1975
- Liberty (Vereinigte Staaten), seit 1986
- Mondim de Basto (Portugal), seit 2015[16]

## Söhne und Töchter der Stadt
- François-Julien Vannerus (1779–1850), Politiker und Notar
- Alexis Heck (1830–1908), Begründer des luxemburgischen Tourismuswesens.
- Paul Eyschen (1841–1915), Staatsminister von Luxemburg
- Mathias Mongenast (1843–1926), Staatsminister von Luxemburg
- Nicolas van Werveke (1851–1926), Gymnasiallehrer und Historiker
- Leopold van Werveke (1853–1933), Geologe
- Marie Haps (1879–1939), Philanthropin und Schuldirektorin
- Joseph Bech (1887–1975), Staatsminister von Luxemburg und einer der Gründerväter der Europäischen Union
- Paul Hammer (1900–1978), Sprinter und Weitspringer
- Louis Pesch (1904–1959), luxemburgischer Radrennfahrer
- Henry Cravatte (1911–1990), Jurist und Politiker der LSAP
- Henri Losch (1931–2021), Lehrer, Schauspieler, Drehbuchautor und Linguist
- Lucien Weiler (* 1951), Politiker (CSV) und ehemaliger Präsident der Abgeordnetenkammer
- Fernand M. Guelf (* 1955), Philosoph und Schriftsteller
- Gaston Reinig (* 1956), erster General Luxemburgs
- Claude Turmes (* 1960), Politiker (déi gréng), ehemaliger Abgeordneter im Europäischen Parlament, luxemburgischer Minister
- Marc Schaefer (* 1961), Politiker, Mitglied im luxemburgischen Staatsrat
- Claude Haagen (* 1962), Politiker (LSAP)
- Jacques Leider (* 1962), Historiker, Birmanist und Südostasienwissenschaftler
- Frank Engel (* 1975), Politiker, ehemaliger Abgeordneter im Europäischen Parlament
- Isabelle Hoffmann (* 1984), Radrennfahrerin
- Mica Pinto (* 1993), luxemburgisch-portugiesischer Fußballspieler
- René Steichen (* 1942), Politiker, ehemaliger luxemburgischer Minister und EU-Kommissar